# Genoa Cricket and Football Club 2010-2011
Questa voce raccoglie le informazioni riguardanti il Genoa Cricket and Football Club nelle competizioni ufficiali della stagione 2010-2011.

## Stagione
Per la stagione 2010-2011, nell'estate del Mondiale sudafricano il Genoa porta in rossoblu l'ex azzurro Luca Toni, che 4 anni prima era stato capocannoniere in A e campione del mondo. L'attaccante è decisivo in Coppa Italia, con 4 reti che qualificano la squadra per gli ottavi. In questo turno, i genovesi sono eliminati dall'Inter.
In campionato si classificano decimi a quota 51 punti, a pari punti con la Fiorentina ma in svantaggio negli scontri diretti. Nella stagione hanno incontrato delle difficoltà all'inizio con l'esonero di Gasperini dopo quasi 5 anni. Quest'ultimo aveva raccolto 11 punti dopo le prime 10 partite (3 vittorie, 2 pareggi e 5 sconfitte) ed era a tre punti dall'ultimo posto. Viene sostituito da Davide Ballardini che totalizza 15 punti nelle ultime nove gare del girone d'andata frutto di 4 successi e tre pareggi tra cui il successo nel Derby della Lanterna per 1-0 sulla Sampdoria.
Nel girone di ritorno, i grifoni alternano buoni risultati (1-1 contro il Milan futuro campione d'Italia, 4-3 sulla Roma recuperando 4 gol nell'ultima mezz'ora) a vere disfatte (sconfitta casalinga per 4-2 contro l'Udinese e 5-2 contro l'Inter a Milano).
Il Genoa si salva con tre giornate di anticipo e vince ancora contro la Sampdoria condannandola alla Serie B.

## Rosa
| N. |                       | Ruolo | Calciatore             |
| -- | --------------------- | ----- | ---------------------- |
| 1  | Portogallo (bandiera) | P     | Eduardo                |
| 2  | Spagna (bandiera)     | D     | Chico                  |
| 3  | Italia (bandiera)     | D     | Dario Dainelli         |
| 4  | Italia (bandiera)     | D     | Domenico Criscito      |
| 5  | Francia (bandiera)    | C     | Abdoulay Konko         |
| 7  | Italia (bandiera)     | C     | Marco Rossi (capitano) |
| 8  | Argentina (bandiera)  | A     | Rodrigo Palacio        |
| 9  | Italia (bandiera)     | A     | Luca Toni              |
| 9  | Argentina (bandiera)  | A     | Mauro Boselli          |
| 11 | Marocco (bandiera)    | C     | Houssine Kharja        |
| 11 | Uruguay (bandiera)    | A     | Federico Rodríguez     |
| 13 | Georgia (bandiera)    | D     | K'akhaber K'aladze     |
| 14 | Italia (bandiera)     | A     | Giuseppe Sculli        |
| 15 | Italia (bandiera)     | C     | Riccardo Carlini       |
| 16 | Italia (bandiera)     | D     | Andrea Ranocchia       |
| 17 | Ungheria (bandiera)   | A     | Gergely Rudolf         |
| 18 | Brasile (bandiera)    | D     | Rafinha                |
| 19 | Italia (bandiera)     | C     | Andrea Doninelli       |
| 20 | Italia (bandiera)     | C     | Giandomenico Mesto     |
| 21 | Paraguay (bandiera)   | A     | Elhennio Candia Canete |

| N. |                       | Ruolo | Calciatore           |
| -- | --------------------- | ----- | -------------------- |
| 22 | Italia (bandiera)     | A     | Mattia Destro        |
| 23 | Italia (bandiera)     | D     | Luca Antonelli       |
| 24 | Italia (bandiera)     | D     | Emiliano Moretti     |
| 25 | Ghana (bandiera)      | A     | Richmond Boakye      |
| 29 | Slovenia (bandiera)   | A     | Enej Jelenič         |
| 30 | Italia (bandiera)     | C     | Stefano Sturaro      |
| 31 | Italia (bandiera)     | D     | Davide Bertoncini    |
| 33 | Slovacchia (bandiera) | C     | Juraj Kucka          |
| 35 | Uruguay (bandiera)    | D     | Diego Polenta        |
| 42 | Portogallo (bandiera) | C     | Miguel Veloso        |
| 43 | Italia (bandiera)     | A     | Alberto Paloschi     |
| 71 | Serbia (bandiera)     | C     | Boško Janković       |
| 73 | Italia (bandiera)     | P     | Alessio Scarpi       |
| 77 | Italia (bandiera)     | C     | Omar Milanetto       |
| 83 | Italia (bandiera)     | A     | Antonio Floro Flores |
| 88 | Italia (bandiera)     | P     | Mattia Perin         |
| 91 | Canada (bandiera)     | P     | Robert Stillo        |
| 93 | Italia (bandiera)     | P     | Ettore Oddo          |
|    | Italia (bandiera)     | A     | Gianmarco Zigoni     |

## Organigramma societario
Area direttiva
- Presidente: Enrico Preziosi

Area tecnica
- Team Manager: Francesco Salucci
- Allenatore: Gian Piero Gasperini, poi Davide Ballardini
- Allenatore in seconda: Bruno Caneo, poi Carlo Regno
- Collaboratori tecnici: Tullio Gritti, Maurizio Venturi, poi Stefano Melandri
- Preparatori atletici: Luca Trucchi, Alessandro Pilati
- Preparatore portieri: Gianluca Spinelli

Area sanitaria
- Rieducatore: Paolo Barbero
- Responsabile sanitario: Biagio Costantino
- Medico sociale: Marco Stellatelli
- Massafiseoterapisti: Valerio Caroli, Fabio Della Monica, Mattia Ottonello

## Calciomercato

### Sessione estiva(dall'1/7 al 31/8)
| Acquisti | Acquisti             | Acquisti         | Acquisti               |
| R.       | Nome                 | da               | Modalità               |
| -------- | -------------------- | ---------------- | ---------------------- |
| P        | Eduardo              | Braga            | definitivo (4,5 mln €) |
| D        | Chico                | Almería          | definitivo (5 mln €)   |
| D        | K'akhaber K'aladze   | Milan            | definitivo (0 mln €)   |
| D        | Rafinha              | Schalke 04       | definitivo (9 mln €)   |
| D        | Andrea Ranocchia     | Bari             | fine prestito          |
| C        | Kevin-Prince Boateng | Portsmouth       | definitivo (6,5 mln €) |
| C        | Miguel Veloso        | Sporting Lisbona | definitivo (9 mln €)   |
| C        | Franco Zuculini      | Hoffenheim       | prestito (0,7 mln €)   |
| A        | Mattia Destro        | Inter            | comproprietà           |
| A        | Luca Toni            | Bayern Monaco    | svincolato             |
| A        | Gergely Rudolf       | Debrecen         | svincolato             |
| A        | Gianmarco Zigoni     | Milan            | comproprietà           |

| Cessioni | Cessioni                  | Cessioni         | Cessioni               |
| R.       | Nome                      | a                | Modalità               |
| -------- | ------------------------- | ---------------- | ---------------------- |
| P        | Marco Amelia              | Milan            | prestito               |
| D        | Sōkratīs Papastathopoulos | Milan            | definitivo (4,5 mln €) |
| D        | Magnus Troest             | Atalanta         | definitivo             |
| C        | Kevin-Prince Boateng      | Milan            | comproprietà (3 mln €) |
| C        | Emmanuel Ledesma          | Crotone          | prestito               |
| C        | Louise Parfait            | Crotone          | prestito               |
| C        | Matteo Paro               | Vicenza          | prestito               |
| C        | Panagiōtīs Tachtsidīs     | Cesena           | prestito               |
| C        | Alberto Zapater           | Sporting Lisbona | definitivo (2 mln €)   |
| A        | Danijel Aleksić           | Greuther Fürth   | prestito               |
| A        | Robert Acquafresca        | Cagliari         | prestito               |

### Sessione invernale(dal 3/1 al 31/1)
| Acquisti | Acquisti             | Acquisti     | Acquisti               |
| R.       | Nome                 | da           | Modalità               |
| -------- | -------------------- | ------------ | ---------------------- |
| D        | Luca Antonelli       | Parma        | definitivo             |
| C        | Emmanuel Ledesma     | Crotone      | fine prestito          |
| C        | Abdoulay Konko       | Siviglia     | definitivo (6 mln €)   |
| C        | Juraj Kucka          | Sparta Praga | definitivo (4 mln €)   |
| A        | Mauro Boselli        | Wigan        | prestito               |
| A        | Antonio Floro Flores | Udinese      | prestito               |
| A        | Linus Hallenius      | Hammarby     | definitivo (1,4 mln €) |
| A        | Enej Jelenič         | Koper        | definitivo             |
| A        | Alberto Paloschi     | Milan        | comproprietà           |
| A        | Judilson Pelè        | Belenenses   | definitivo             |
| A        | Federico Rodríguez   | Peñarol      | definitivo             |

| Cessioni | Cessioni            | Cessioni   | Cessioni                                   |
| R.       | Nome                | a          | Modalità                                   |
| -------- | ------------------- | ---------- | ------------------------------------------ |
| D        | Francesco Modesto   | Parma      | definitivo                                 |
| D        | Andrea Ranocchia    | Inter      | definitivo (12,5 mln €)                    |
| D        | Nenad Tomović       | Lecce      | prestito                                   |
| C        | Isaac Cofie         | Piacenza   | prestito                                   |
| C        | Houssine Kharja     | Inter      | prestito con diritto di riscatto (4 mln €) |
| A        | Umberto Eusepi      | Pavia      | prestito                                   |
| A        | Fernando Forestieri | Empoli     | prestito                                   |
| A        | Luca Toni           | Juventus   | definitivo                                 |
| A        | Raffaele Palladino  | Parma      | definitivo                                 |
| A        | Gergely Rudolf      | Bari       | prestito                                   |
| A        | Giuseppe Sculli     | Lazio      | comproprietà (3,5 mln €)                   |
| A        | Gianmarco Zigoni    | Frosinone  | prestito                                   |
| A        | Linus Hallenius     | Lugano     | prestito                                   |
| C        | Franco Zuculini     | Hoffenheim | fine prestito                              |
| C        | Emmanuel Ledesma    | Walsall    | rescissione                                |

## Risultati

### Serie A

#### Girone di andata
| Arbitro: | Rocchi (Firenze) |

|  |           |           |
|  | Marcatori | 81’ Mesto |

| Arbitro: | Pierpaoli (Firenze) |

|           |           |                                              |
| Destro 6’ | Marcatori | 45’ Moscardelli 56’ Marcolini 74’ Pellissier |

| Arbitro: | Rizzoli (Bologna) |

|              |           |                 |
| Zaccardo 72’ | Marcatori | 27’ (rig.) Toni |

| Arbitro: | Tagliavento (Terni) |

|           |           |               |
| Mesto 17’ | Marcatori | 11’ Gilardino |

| Arbitro: | Valeri (Roma) |

|                 |           |  |
| Ibrahimović 49’ | Marcatori |  |

| Arbitro: | Giannoccaro (Lecce) |

|                        |           |                    |
| Palacio 35’ Toni 90+5’ | Marcatori | 52’ (rig.) Barreto |

| Arbitro: | Damato (Barletta) |

|                          |           |            |
| Borriello 34’ Brighi 53’ | Marcatori | 78’ Rudolf |

| Arbitro: | C. Russo (Nola) |

|              |           |  |
| M. Rossi 68’ | Marcatori |  |

| Arbitro: | Banti (Livorno) |

|  |           |               |
|  | Marcatori | 45+3’ Muntari |

| Arbitro: | Brighi (Cesena) |

|             |           |  |
| Pinilla 42’ | Marcatori |  |

| Arbitro: | Celi (Campobasso) |

|               |           |  |
| Milanetto 81’ | Marcatori |  |

| Arbitro: | Romeo (Verona) |

|  |           |               |
|  | Marcatori | 82’ Ranocchia |

| Arbitro: | Morganti (Ascoli Piceno) |

|  |           |                               |
|  | Marcatori | 18’ (aut.) Eduardo 23’ Krasić |

| Brescia 28 novembre 2010, ore 15:00 CET 14ª giornata | Brescia         | 0 – 0 referto | Genoa | Stadio Mario Rigamonti (3.532 spett.)\| Arbitro: \| Banti (Livorno) \| |
| Arbitro:                                             | Banti (Livorno) |               |       |                                                                        |

| Arbitro: | C. Russo (Nola) |

|             |           |                                       |
| Ofere 45+2’ | Marcatori | 55’ Toni 76’ Ranocchia 90+4’ M. Rossi |

| Arbitro: | Brighi (Cesena) |

|  |           |            |
|  | Marcatori | 25’ Hamšík |

| Arbitro: | Morganti (Ascoli) |

|  |           |             |
|  | Marcatori | 55’ Rafinha |

| Genova 6 gennaio 2011, ore 15:00 CET 18ª giornata | Genoa          | 0 – 0 referto | Lazio | Stadio Luigi Ferraris (22.090 spett.)\| Arbitro: \| Romeo (Verona) \| |
| Arbitro:                                          | Romeo (Verona) |               |       |                                                                       |

| Cesena 9 gennaio 2011, ore 15:00 CET 19ª giornata | Cesena              | 0 – 0 referto | Genoa | Stadio Dino Manuzzi (13.857 spett.)\| Arbitro: \| Gervasoni (Mantova) \| |
| Arbitro:                                          | Gervasoni (Mantova) |               |       |                                                                          |

#### Girone di ritorno
| Arbitro: | Guida (Torre Annunziata) |

|                            |           |                                                |
| Milanetto 45+1’ Destro 57’ | Marcatori | 27’ Armero 56’ Di Natale 69’ Sánchez 90’ Denis |

| Verona 23 gennaio 2011, ore 15:00 CET 21ª giornata | Chievo            | 0 – 0 referto | Genoa | Stadio Marcantonio Bentegodi (17.284 spett.)\| Arbitro: \| Damato (Barletta) \| |
| Arbitro:                                           | Damato (Barletta) |               |       |                                                                                 |

| Arbitro: | Pierpaoli (Firenze) |

|                                                   |           |            |
| Palacio 16’ (rig.) Paletta 44’ (aut.) Kaladze 45’ | Marcatori | 32’ Crespo |

| Arbitro: | Celi (Campobasso) |

|             |           |  |
| Santana 40’ | Marcatori |  |

| Arbitro: | Mazzoleni (Bergamo) |

|                    |           |          |
| Floro Flores 45+1’ | Marcatori | 29’ Pato |

| Bari 13 febbraio 2011, ore 15:00 CET 25ª giornata | Bari            | 0 – 0 referto | Genoa | Stadio San Nicola (14.812 spett.)\| Arbitro: \| Peruzzo (Schio) \| |
| Arbitro:                                          | Peruzzo (Schio) |               |       |                                                                    |

| Arbitro: | Orsato (Schio) |

|                                    |           |                                 |
| Palacio 52’, 74’ Paloschi 68’, 85’ | Marcatori | 6’ Mexès 16’ Burdisso 51’ Totti |

| Arbitro: | Giannoccaro (Lecce) |

|                         |           |                  |
| López 51’ Bergessio 55’ | Marcatori | 19’ Floro Flores |

| Arbitro: | C. Russo (Nola) |

|                                                    |           |                         |
| Pazzini 50’ Eto'o 51’, 57’ Pandev 71’ Nagatomo 84’ | Marcatori | 40’ Palacio 90’ Boselli |

| Arbitro: | Romeo (Verona) |

|                  |           |  |
| Floro Flores 77’ | Marcatori |  |

| Arbitro: | Doveri (Roma) |

|             |           |              |
| Di Vaio 28’ | Marcatori | 43’ Dainelli |

| Arbitro: | Giacomelli (Trieste) |

|  |           |                 |
|  | Marcatori | 16’ Acquafresca |

| Arbitro: | Guida (Torre Annunziata) |

|                                        |           |                                    |
| M. Rossi 50’ (aut.) Matri 63’ Toni 83’ | Marcatori | 7’ (aut.) Bonucci 57’ Floro Flores |

| Arbitro: | Brighi (Cesena) |

|                                                |           |  |
| Rafinha 59’ Berardi 70’ (aut.) Antonelli 90+4’ | Marcatori |  |

| Arbitro: | C. Russo (Nola) |

|                                        |           |                    |
| Floro Flores 10’, 62’ Palacio 43’, 53’ | Marcatori | 3’, 30’ Di Michele |

| Arbitro: | Gava (Conegliano) |

|            |           |  |
| Hamšík 83’ | Marcatori |  |

| Arbitro: | Tagliavento (Terni) |

|                                |           |           |
| Floro Flores 45’ Boselli 90+6’ | Marcatori | 66’ Pozzi |

| Arbitro: | Damato (Barletta) |

|                                       |           |                              |
| Biava 7’ Rocchi 52’ Hernanes 56’, 66’ | Marcatori | 12’ Palacio 89’ Floro Flores |

| Arbitro: | Nasca (Bari) |

|                                    |           |                                |
| Floro Flores 6’, 17’ Palacio 45+1’ | Marcatori | 49’ (rig.) Bogdani 86’ Jimenez |

### Coppa Italia

#### Turni preliminari
| Arbitro: | Peruzzo (Schio) |

|                       |           |            |
| Toni 82’ (rig.), 119’ | Marcatori | 52’ Freddi |

| Arbitro: | Gervasoni (Mantova) |

|                                 |           |            |
| Toni 87’ (rig.), 92’ Destro 97’ | Marcatori | 63’ Salifu |

#### Fase finale
| Arbitro: | Pierpaoli (Firenze) |

|                           |           |                                |
| Eto'o 15’, 43’ Mariga 59’ | Marcatori | 54’ (rig.) Kharja 90+1’ Sculli |

## Statistiche

### Statistiche di squadra
| Competizione | Punti | In casa | In casa | In casa | In casa | In casa | In casa | In trasferta | In trasferta | In trasferta | In trasferta | In trasferta | In trasferta | Totale | Totale | Totale | Totale | Totale | Totale | DR |
| Competizione | Punti | G       | V       | N       | P       | Gf      | Gs      | G            | V            | N            | P            | Gf           | Gs           | G      | V      | N      | P      | Gf     | Gs     | DR |
| ------------ | ----- | ------- | ------- | ------- | ------- | ------- | ------- | ------------ | ------------ | ------------ | ------------ | ------------ | ------------ | ------ | ------ | ------ | ------ | ------ | ------ | -- |
| Serie A      | 51    | 19      | 10      | 3       | 6       | 29      | 24      | 19           | 4            | 6            | 9            | 16           | 23           | 38     | 14     | 9      | 15     | 45     | 47     | -2 |
| Coppa Italia | -     | 2       | 2       | 0       | 0       | 5       | 2       | 1            | 0            | 0            | 1            | 2            | 3            | 3      | 2      | 0      | 1      | 7      | 5      | +2 |
| Totale       | -     | 21      | 12      | 3       | 6       | 34      | 26      | 20           | 4            | 6            | 10           | 18           | 26           | 41     | 16     | 9      | 16     | 52     | 52     | 0  |

### Andamento in campionato
| Giornata  | 1 | 2  | 3  | 4  | 5  | 6  | 7  | 8 | 9  | 10 | 11 | 12 | 13 | 14 | 15 | 16 | 17 | 18 | 19 | 20 | 21 | 22 | 23 | 24 | 25 | 26 | 27 | 28 | 29 | 30 | 31 | 32 | 33 | 34 | 35 | 36 | 37 | 38 |
| --------- | - | -- | -- | -- | -- | -- | -- | - | -- | -- | -- | -- | -- | -- | -- | -- | -- | -- | -- | -- | -- | -- | -- | -- | -- | -- | -- | -- | -- | -- | -- | -- | -- | -- | -- | -- | -- | -- |
| Luogo     | T | C  | T  | C  | T  | C  | T  | C | C  | T  | C  | T  | C  | T  | T  | C  | T  | C  | T  | C  | T  | C  | T  | C  | T  | C  | T  | T  | C  | T  | C  | T  | C  | C  | T  | C  | T  | C  |
| Risultato | V | P  | N  | N  | P  | V  | P  | V | P  | P  | V  | V  | P  | N  | V  | P  | V  | N  | N  | P  | N  | V  | P  | N  | N  | V  | P  | P  | V  | N  | P  | P  | V  | V  | P  | V  | P  | V  |
| Posizione | 6 | 12 | 14 | 13 | 17 | 10 | 11 | 9 | 11 | 14 | 11 | 9  | 12 | 12 | 9  | 10 | 8  | 9  | 10 | 11 | 11 | 9  | 11 | 12 | 11 | 10 | 11 | 12 | 12 | 12 | 12 | 12 | 12 | 10 | 10 | 10 | 10 | 10 |

Legenda:

Luogo: C = Casa; T = Trasferta. Risultato: V = Vittoria; N = Pareggio; P = Sconfitta.